# آپوی، ویکتوریا
آپوی (به انگلیسی: Upwey) یک منطقهٔ مسکونی در استرالیا است که در ویکتوریا (استرالیا) واقع شده‌است.